# 八年級生 (電影)
《八年級生》（英語：Eighth Grade）是一部於2018年上映的美國成長喜劇片。電影由柏·本漢執導和編劇，該片為他的導演處女作。電影由艾希·費雪、喬許·漢米爾頓和艾米莉·魯賓遜主演，講述一名在她初中畢業，即將升上高中前一週的生活和困境。她被社交焦慮所困擾，卻製作影像部落格來給予一些人生建議。
電影的劇本創作始於2014年，靈感來自本漢自身的焦慮。2016年之前，他都很難找到製片商贊助影片。拍攝於2017年夏季在紐約州薩芬和白原市開始。費雪在YouTube上被本漢留意到之後而得到出演的機會。主題主要著墨於社交媒體、Z世代的心理健康和性慾，以及渴望得到認同。
電影於2018年1月19日在日舞影展進行首映，作為美國戲劇類競賽單元的一部分。在其他影展放映之後，它於2018年7月13日由A24在美國院線上映。美國電影協會將其分級為限制級而遭到批評，因為這個決定阻斷了許多八年級觀眾在影院觀賞這部電影的機會。由此，分銷商在美國安排免費、未分級的放映會。《八年級生》在北美共收獲了1,300萬美元的票房，而其製片預算則是200萬美元。
《八年級生》獲得好評，影評人讚賞了本漢的劇本和執導，以及費雪的演技，並被國家評論協會獎和美國電影學會獎選為2018年十大佳片。電影獲得許多榮譽，包括費雪獲得金球獎提名，以及伯哈獲得美國編劇工會獎和美國導演工會獎提名。

## 劇情
就讀於紐約州公立學校邁爾斯·格羅夫斯中學（Miles Grove Middle School）的凱拉·戴（Kayla Day）正度過她的最後一周。她在Youtube發佈一些鼓舞人心的影片，大部分關於自信和自我形象，卻獲得少量甚至沒有的觀看數。由於害羞和在學校難以結識朋友，她被同學選為「最安靜」稱號。同時，她的單親爸爸馬克（Mark）難以與女兒建立良好關係和打破她對於社交媒體的依賴。
她的同學肯尼迪（Kennedy）在母親的强迫下被逼邀請她來參加自己的泳池派對。在派對上，凱拉在浴室焦慮發作，但之後決定走出房間去游泳，並遇到肯尼迪古怪的表弟加布（Gabe）。在嘗試離開這個派對後，凱拉與暗戀對象艾登（Aiden）有一場尷尬的邂逅，他提議她重回群組。她之後克服困難並自願去唱卡拉OK。
聽到艾登前女友因為拒絕發裸照給他而遭到分手，凱拉順帶提及她的手機中有一個擁有骯髒照片的檔案，這個捏造的故事引起了他的興趣。他問她能否幫其口交，她因不確定該說些甚麽而應允。她後來在網上查找口交指南並感到反感。
凱拉參加高中的影子計劃時遇到一個友好的十二年級生奧莉維亞（Olivia），她向其展示了高中的生活。奧莉維亞給凱拉她的號碼，而她之後邀請凱拉與自己的一些朋友去逛商場。他們度過了美好的時光，然而凱拉注意到父親在遠處監視著她，她感到尷尬並趕他走。奧莉維亞的朋友萊利（Riley）在深夜開車送凱拉回家。他以尷尬的真心話大冒險開始話題，包括問她的性經驗、脫他的衣服，以及要求她脫掉她的。她拒絕，萊利坐回原來的位置，生氣地澄清道他只是試著增加她的經驗。凱拉回家後崩潰並獲得父親安慰。她錄製了一段影片來宣佈她決定不再發佈影片，因為影片中的人不是自己，以及感覺不適合給予建議。
凱拉接著打開六年級製作的時光膠囊。她觀看過去的自己問關於現在朋友和愛情生活的影片。她叫父親燒掉膠囊並問她是否讓他感到失望沮喪。他說自己感到無比自豪，並從未感到失望，凱拉緊緊抱住父親。
在畢業典禮上，凱拉指責肯尼迪忽視她的感謝信並對於自己的善意無動於衷。之後，她在加布的家共進晚餐，並度過一段歡樂的時光。凱拉製作了一個新的時光膠囊，並與父親將其埋進後院。她留下一段影片給高中的自己來鼓勵她要堅持度過每個難關。

## 演員表
演員名單包括：
- 艾希·費雪 飾凱拉·戴（Kayla Day）
- 喬許·漢米爾頓 飾馬克·戴（Mark Day）
- 艾米莉·魯賓遜（英语：Emily Robinson） 飾奧莉維亞（Olivia）
- 凱薩琳·奧立維耶（Catherine Oliviere） 飾肯尼迪·葛雷夫斯（Kennedy Graves）
- 傑克·萊恩（Jake Ryan） 飾加布（Gabe）
- 盧克·普瑞爾（Luke Prael） 飾艾登·威爾遜（Aiden Wilson）
- 丹尼爾·索加迪（Daniel Zolghadri） 飾萊利（Riley）
- 弗雷德·赫金傑（Fred Hechinger） 飾特雷弗（Trevor）
- 艾玫妮·路易斯（Imani Lewis） 飾安妮娅（Aniyah）

## 主題
電影探討焦慮。2018年，教授朱莉安娜·W·米内爾（Julianna W. Miner）在關於「八年級」的文章中指出22%的青少年掙扎於憂鬱和焦慮之中，而當中女性的自殺率超越2015年，為近40年來最高。記者瓦萊麗·斯特勞斯（Valerie Strauss）描寫出焦慮這項情況在中學十分典型，並指出2018年的生活中每個年齡段的人都能看得出「冷漠的雜音和徹頭徹尾的不善」。劇本中「呃」和「就像」等字詞反映了「苦苦掙扎的過程」，而不是角色缺乏智慧。

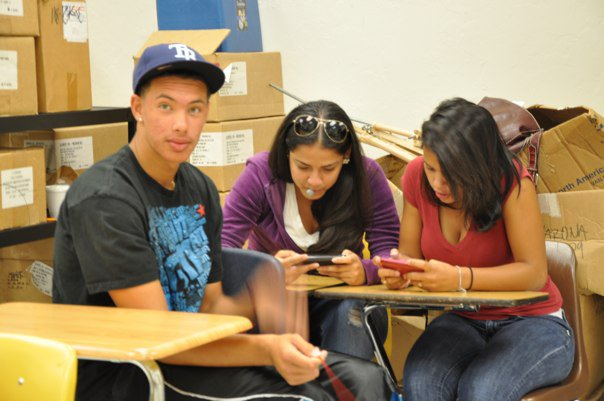
電影主要著墨於傳簡訊和社交媒體。

影評人歐文·葛雷博曼寫道《八年級生》是一個先驅，審查了透過網絡了解世界的年輕人，同時稍觸碰了調情簡訊這個話題。CBS新聞評論道《八年級》除了「常見青年的煩憂和暗瘡」之外，也描繪凱拉如何花費大量時間在網絡和忙於發信息上。其中94%的青少年在14歲就有使用智能手機，這表明了「『我』一代」（後千禧一代）的普遍趨勢。在一份2018年的美國調查指出，45的%青少年「幾乎經常地」使用網絡。24%的青少年稱它帶來的影響「大多影響」，而45%將其的特性描述為「中立」。
艾希·費雪認為「社交媒體對於凱拉來說幾乎是信仰一般」。伯哈解釋道：「我認為社交媒體讓我覺得活像另一個人。它讓我更加焦慮。」教授讓·特溫格也將網絡使用量上升與青少年心理健康下降聯繫起來。葛雷博曼稱這個描述為「極大的－又或者我會稱之為難以估計的－今時今日青少年可感受到的悲哀」考驗。作家羅伯特·百克（Robert Barker）將《八年級生》與《油脂妹》和《辣妹過招》等早期成長電影作出比較。

## 外部鏈接
- 官方网站
- 互联网电影数据库（IMDb）上《八年級生》的资料（英文）